# Craig Venter
Craig Venter, född 14 oktober 1946 i Salt Lake City, Utah, är en amerikansk genetiker och entreprenör. Han innehar en doktorsexamen från University of California i San Diego i fysiologi och farmakologi, och är också författare till ett antal avhandlingar i genetik. 1992 grundade han tillsammans med sin fru The Institute for Genomic Research. Där stannade han till 1998 då han grundade Celera Genomics. Han tvingades dock sluta på Celera 2002 efter konflikter med styrelsen om företagets framtida inriktning. I maj 2010 presenterade en forskargrupp under Venter den första artificiellt skapade funktionella DNA-molekylen.
Venter sitter i ledande positioner i tre ideella organisationer:
- Center for the Advancement of Genomics
- Institute for Biological Energy Alternatives
- J. Craig Venter Science Foundation

Venter utsågs till hedersdoktor vid KTH 2002.

## Upptäckter
När Venter arbetade vid National Institutes of Health (NIH) lärde han sig en teknik för att snabbt identifiera allt tillgängligt mRNA i en cell och började att använda detta för att identifiera mänskliga hjärngener. De korta cDNA-fragment som upptäcktes med denna teknik kallas för uttryckta sekvenstaggar (Expressed sequence tag, EST), ett namn som myntades av Anthony Kerlavage vid The Institute for Genomic Research. NIH försökte till en början patentera dessa genfragment, något som Venter blev indragen i. NIH drog sedan tillbaka sina patentansökningar efter ett publikt ramaskri, och i efterföljande juridiska mål slogs det fast att EST:er inte kunde patenteras.

### Human Genome Project
Venter var fullt övertygad om att genetiken drastiskt skulle omforma sjukvården. Venter trodde att shotgunsekvensering var den snabbaste och mest effektiva vägen för att ta fram det mänskliga genomet. Denna metod var kontroversiell, då genetiker tyckte att den inte var precis nog för att sekvensera ett sådant komplext genom som människans. Frustrerad med den långsamma takt som Human Genome Project höll, och oförmögen att få finansiering för sina idéer, sökte han finansiering från den privata sektorn för att kunna grunda Celera Genomics. Företagets mål var att sekvensera hela det mänskliga genomet och sedan släppa det till den offentliga sektorn för icke-kommersiellt bruk, allt i en snabbare takt och med mindre kostnad än det offentliga Human Genome Project. Företaget planerade att tjäna pengar på sina upptäckter genom att skapa en databas över den genetiska information som användare sedan mot en avgift fick tillgång till. Bildandet av företaget satte en stark press på Human Genome Project och fick ett flertal grupper att mångfaldigt öka sina ansträngning för att genomföra hela sekvenseringen. Celera använde sig av fem demografiskt olika individer (en av dem var Venter själv), för att generera sekvensen av det mänskliga genomet.
År 2000 gjorde Venter och Francis Collins från National Institutes of Health och U.S. Public Genome Project ett gemensamt tillkännagivande om att sekvenseringen av det mänskliga genomet var klart, tre år före det förväntade slutet på Human Genome Project. Tillkännagivandet gjordes tillsammans med USA:s president Bill Clinton och Storbritanniens premiärminister Tony Blair. Venter och Collins delade det året på utmärkelsen "Årets biografi" från A&E Network. Celera publicerade det första mänskliga genomet i tidskriften Science, tätt följt av en publikation i Nature av det humana genom projektet. Trots de tidiga uttalanden om att shotgunsekvensering som ett mindre precist sätt att sekvensera DNA har tekniken idag blivit vida accepterad av den vetenskapliga världen och används än. 
Efter att ha sekvenserat hela det mänskliga genomet och släppt det till allmänheten blev Venter avskedad från Celera i början av 2002. Enligt hans egen biografi var han själv redo att lämna Celera och blev avskedad främst för en konflikt med den huvudsakliga investeraren, Tony White, som funnits med projektet sedan dag ett. Venter skriver att hans huvudsakliga mål var att accelerera vetenskapen och därigenom upptäckter, och sökte endast hjälp från företagsvärlden när han inte kunde få finansiering från den offentliga sektorn.

### Syntetiskt liv
I maj 2010 lyckades en forskningsgrupp ledd av Venter skapa det som kan beskrivas som syntetiskt liv. Detta gjordes genom att syntetisera en väldigt lång DNA-molekyl innehållande en bakteries fullständiga genom, och sedan föra in det i en annan cell. Andra forskare har uttryckt en viss skepticism mot denna metod, som de säger är en bra prestation men inget egentligt vetenskapligt genombrott.

## Utmärkelser
- Newcomb Cleveland Prize,  1999
- Financial Times Person of the Year,  2000
- Kung Faisals internationella pris i vetenskap, med  Edward O. Wilson,  2000
- Gabbay-utmärkelsen,  2000[15]
- Prinsessan av Asturiens pris för teknisk och vetenskaplig forskning,  2001
- J. Allyn Taylor International Prize in Medicine,  2001[16]
- Biotechnology Heritage Award,  2001
- NAS Award for the Industrial Application of Science,  2002[17]
- Clarivate Citation Laureates,  2002[18]
- Gairdner Foundation International Award,  2002
- Paul Ehrlich och Ludwig Darmstaedter-priset,  2002[19]
- Hedersdoktor vid Kungliga Tekniska högskolan,  6 september 2002[20]
- Debrecenpriset för molekylärmedicin,  2003
- Golden Eurydice Award,  2007
- Nierenberg Prize,  2007
- Kistlerpriset,  2008
- National Medal of Science,  2008
- Dickson-priset i medicin,  2011
- Dan David-priset,  2012
- Leeuwenhoek-medaljen,  2015
- Hedersdoktor vid University of Hong Kong

[Redigera Wikidata]